# Felsőszölnöki felkelés
A felsőszölnöki felkelés a vendvidéki Felsőszölnökön zömmel szlovén asszonyok által végrehajtott antikommunista, tanácsköztársaságellenes akció volt 1919. április 10-én. A felsőszölnöki zavargás az első világháborút követő, a Vendvidéken (részben a mai Muravidéken) uralkodó kaotikus állapotok és gyökeres politikai változások miatt bekövetkező esemény, amely szorosan összefügg a belatinci, vaspolonyi és cserföldi zavargásokkal, illetve az őket követő Vendvidéki Köztársaság kálváriájával, bár utóbbinak nem ezek voltak kiváltó okai. Április 12-én a felsőszölnöki események nyomán a nem messze fekvő Felsőlendván is felkelés tört ki a sorozások miatt.
Felsőszölnökről, mint a Vendvidék többi részéről az első világháború után csempészet indult Ausztriába, amely a trianoni határok meghúzása után is folytatódott. Az áruhiány a vidéken komolyan éreztette a hatását és sok, addig idénymunkából élő ember nem jutott munkához. Ebben a helyzetben többen erősen szimpatizáltak a kommunizmussal, ám ez a vendvidékieket nem érintette meg túlságosan, ugyanis ebben a régióban igen erős volt az egyház. A korabeli kommunista újság a Testvériség is részletesen ecsetelte, hogy a felsőszölnökiek mennyire mély ellenszenvet tápláltak a bolsevikokkal szemben. Az április 10-i zavargás A felsőszölnöki borzalmas nap címmel jelent meg a Testvériség lapjain. A zavargás kirobbantásáért a falu akkori német származású plébánosa Tüll Géza volt a felelős, aki az előző napokban a szószékről rendszeresen agitált a Tanácsállam ellen, miszerint szabad szerelem lesz, a nőket kommunizálják, a templomokat lerombolják az új rendszerben. A meglehetősen babonás falubeliek hittek Tüll szavainak, jóllehet az állításai némelyikének volt alapja és amikor április 10-én megérkezett az egyházi vagyont leltározni kívánó kommunista bizottság, a templom előtt zömmel asszonyok lázongó tömege várta őket. Többnyire mezőgazdasági eszközökkel voltak felfegyverezve, ám néhány férfinél éles lőfegyver is volt.
A bizottság tagjainál bár volt maroklőfegyver, de a védelmükre sem katonaság, sem karhatalmisták nem jöttek, ezért autójukkal visszafordultak Alsószölnök irányába. Ám a lassacskán csőcselékké változó tömeg utánuk eredt és utol is érték őket. Eközben királypárti, kormányellenes szavakat skandáltak, némelyikük pedig az iskolai oktatás megszüntetését követelte. Az asszonyok kapákkal ütlegelték a bizottság tagjait. Az egyik férfit egy gyerek „Agyonütni!” felkiáltással kapával fejen ütötte. A sértett ellenben felállt és elmenekült, de az utána eredő szölnökiek mégis utolérték. Erre a férfi tettre szánta el magát és a revolveréért nyúlt, amit mégsem tudott igénybe venni, mert elesett. A felsőszölnökiek nyomban vérszemet kaptak és így kiáltottak fel: „Minden vöröset agyonütünk!” A férfit félholtra verték, de nem ölték meg, viszont az őrzésére hagytak valakit, akit azzal bíztak meg, hogy végezzen vele, amennyiben talpra áll. Egy helybeli lakos megpróbált segíteni a megtámadott bizottságiakon, mire őt is alaposan helybenhagyták.
A megyei direktórium reguláris katonákat küldött Felsőszölnökre, amelyre az emberek szintén rátámadtak és zavargásból egyszerre felkelés lett, de nem sokáig tartott, mert a katonaság gyorsan szétkergette a lázongókat. Tizennégy embert, köztük Tüll Gézát vették őrizetbe. Sokakat gyorsított eljárással ítélték el, de az ügyben sehol nem hoztak halálos ítéletet. A tanácsállam bukásával az elítéltek ki is szabadultak.
A felkelés eseményei hamar feledésbe merültek, így az 1948-as kommunista hatalomátvétel után sem vették elő újból az ügyet. Felsőszölnökön a továbbiakban nem volt semmilyen zavargás. Több mint két hónappal később Muraszombatban deklarálták a Vendvidéki Köztársaságot. Az új állam pár katonát küldött Felsőszölnök szomszédságába, de nem merte a falut megszállni, nehogy közel kerüljön Szentgotthárdhoz, mely magyar többségű települést erős katonaság védelmezett.
A csempészkereskedelem a faluból folytatódott, ám a helyiek visszaemlékezése szerint a szerb határőrség az ilyet már keményebben megtorolta, mint a magyar, vagy az osztrák hatóságok. Állítólag Permise (ma Kétvölgy) közelében különösen kegyetlenül végeztek két felsőszölnöki csempésszel a szerbek.